# Harveyville
Harveyville és una població dels Estats Units a l'estat de Kansas. Segons el cens del 2000 tenia 267 habitants.

## Demografia
Segons el cens del 2000, Harveyville tenia 267 habitants, 100 habitatges, i 77 famílies. La densitat de població era de 736,4 habitants/km².
Dels 100 habitatges en un 42% hi vivien nens de menys de 18 anys, en un 69% hi vivien parelles casades, en un 6% dones solteres, i en un 23% no eren unitats familiars. En el 20% dels habitatges hi vivien persones soles el 10% de les quals corresponia a persones de 65 anys o més que vivien soles. El nombre mitjà de persones vivint en cada habitatge era de 2,67 i el nombre mitjà de persones que vivien en cada família era de 3,05.
Per edats la població es repartia de la següent manera: un 30% tenia menys de 18 anys, un 6,7% entre 18 i 24, un 31,1% entre 25 i 44, un 20,2% de 45 a 60 i un 12% 65 anys o més.
L'edat mediana era de 34 anys. Per cada 100 dones de 18 o més anys hi havia 107,8 homes.
La renda mediana per habitatge era de 37.250 $ i la renda mediana per família de 35.250 $. Els homes tenien una renda mediana de 28.125 $ mentre que les dones 18.125 $. La renda per capita de la població era de 12.688 $. Entorn del 14,5% de les famílies i el 19,2% de la població estaven per davall del llindar de pobresa.

## Poblacions més properes
El següent diagrama mostra les poblacions més properes.